# Bizons op de Canadabrug

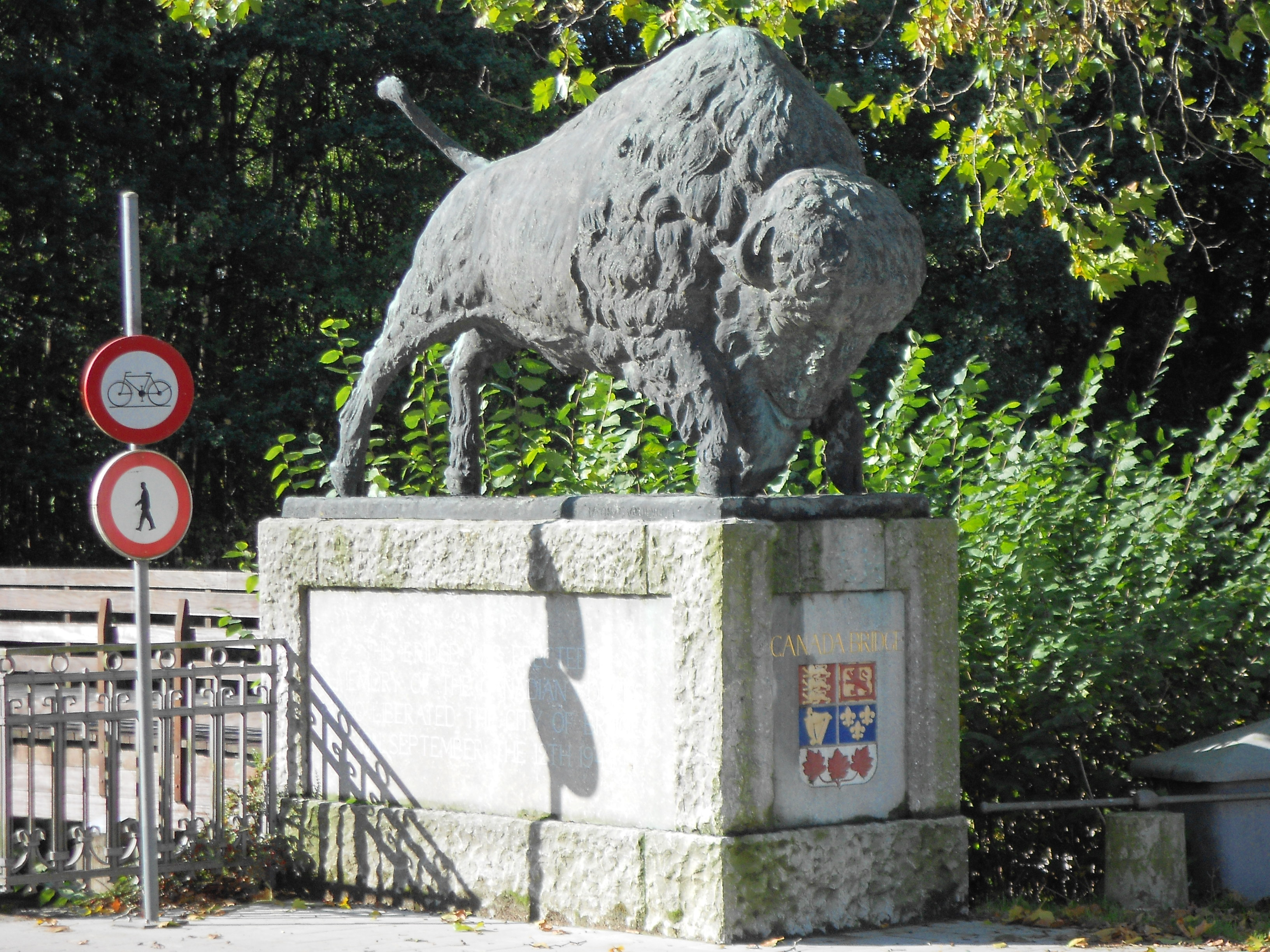

Bizons op de Canadabrug is een kunstwerk van Octave Rotsaert op de Canadabrug in Brugge. De volksmond heeft het soms over de Bizonbrug of de Buffelbrug. Het kunstwerk en de brug werden in 2010 een beschermd monument.

## Betekenis
In het kader van de bevrijding van de Duitse bezetting in België waren het in Brugge de Canadezen van het regiment 12th Manitoba Dragoons die ervoor zorgden dat het Duitse leger haar bezetting van de stad opgaf. Dit gebeurde in de nacht van 11 op 12 september 1944. Op 12 september reden de Canadezen over de inderhaast herstelde brug de stad binnen langs Kristus-Koning.
Als eerbetoon aan de Canadese troepen werden in opdracht van het Brugse stadsbestuur deze standbeelden gemaakt om te worden geplaatst aan wat voortaan de Canadabrug heette. De nieuwe brug en de beelden werden op 12 september 1948 ingehuldigd.

## Materiaal en uitvoering
De beelden en voetplaten zijn gemaakt van brons. Ze werden gegoten in de bronsgieterij Vindevogel in Zwijnaarde. De twee bizons staan met hun achterzijde naar de brug gekeerd aan weerszijden van de Leopold I-laan. In overeenstemming met het embleem van het regiment waar zij een eerbetoon aan zijn staan ze in dreighouding, met de staarten omhoog en de koppen laag bij de grond in de richting van Kristus-Koning. De bizons staan laag op de poten, waardoor de beelden een schofthoogte van slechts een meter hebben bij een lengte van circa 1,8 meter. Hun natuurstenen sokkels hebben ook nagenoeg deze afmetingen. Op de meest oostelijke staat het wapen van Brugge, op de andere dat van Canada. In de sokkel van het beeld met het wapen van Canada is een gedenksteen ingebed met daarop de tekst: This bridge was erected in memory of the Canadian forces who liberated the city of Bruges on September the 12th 1944.